# Coenus van Macedonië
Coenus (Koinos) (Oudgrieks Κοίνος), was de tweede koning van Macedonië die in 778 v.Chr. zijn vader Caranus van Macedonië opvolgde. Het is onduidelijk hoelang hij regeerde. Volgens de antieke koningslijsten regeerde hij twaalf jaar (777 of 776 v.Chr. tot 765 of 764 v.Chr.); volgens Diodorus was Coenus 28 jaar aan de macht. Vast staat dat gedurende zijn regeerperiode de eerste Olympische Spelen in de Klassieke Oudheid plaatshadden.
Coenus werd opgevolgd door Tyrimmas van Macedonië.